# Teriparatida
La teriparatida es un medicamento se emplea para el tratamiento de la osteoporosis. Es un análogo de la hormona paratiroidea humana y está formado por la porción activa de dicha hormona, concretamente por los aminoácidos 1-34 de los 84 que contiene la hormona paratiroidea endógena. Actúa favoreciendo la formación de hueso nuevo estimulando a las células formadoras de hueso u osteoblastos, aumentando la absorción de calcio por el intestino y disminuyendo la eliminación de calcio por el riñón. Como suma de todos estos efectos aumenta la masa ósea y disminuye la probabilidad de que se produzcan fracturas vertebrales. La teriparatida se obtiene a través de la bacteria E. coli, mediante tecnología de ADN recombinante.

## Presentación y posología
Se presenta en forma de solución inyectable en una pluma precargada para administración por vía subcutánea. La dosis habitual es de 20 microgramos una vez al día. Se recomienda limitar la duración del tratamiento a 24 meses.

## Indicaciones
Su empleo está indicado pacientes con osteoporosis, tanto mujeres como varones que presenten un riesgo alto de presentar fracturas. También en la osteoporosis secundaria al uso de glucocorticoides. En los estudios que se han realizado en mujeres posmenopáusicas, se ha comprobado que disminuye la incidencia de fracturas vertebrales, pero no de fractura de cadera. No constituye el tratamiento de primera elección para la osteoporosis, sino que se reserva para casos graves o que no respondan a otros tratamientos.

## Contraindicaciones
Está contraindicado su empleo en caso de embarazo o lactancia, en insuficiencia renal grave, hipercalcemia, hiperparatiroidismo, enfermedad de Paget y en casos de cáncer que afecta al esqueleto.

## Efectos secundarios
Los principales efectos secundarios que se presentan consisten en sensación de mareo, dolor de cabeza, hipotensión ortostática, calambres musculares y dolor en las piernas. Aumenta la concentración de calcio en sangre.